# Platyrhacus bidens
Platyrhacus bidens är en mångfotingart som beskrevs av Pocock 1894. Platyrhacus bidens ingår i släktet Platyrhacus och familjen Platyrhacidae. Inga underarter finns listade i Catalogue of Life.